# Gardocki
Gardocki – nazwisko polskie.
Z zakończeniem –cki męskie, z zakończeniem –cka żeńskie.

## Historia

Herb Rola

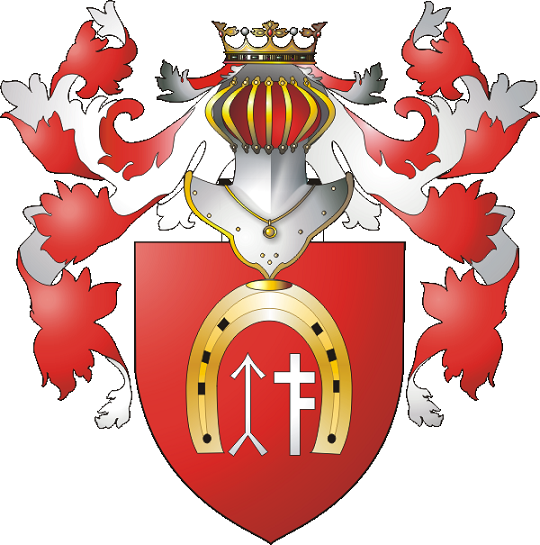
Herb Jacyna

Nazwisko pochodzi prawdopodobnie od imienia słowiańskiego Gardomir. W języku starosłowiańskim „gardo” oznacza człowieka dumnego, wyniosłego, lub budzącego grozę, okropnego. Społeczeństwo polskie w ramach chrystianizacji, przyjmowało imiona chrześcijańskie, często pozostawiając obok dawne imię pogańskie (np. Jan Gardota). Najwcześniejsze wzmianki o tym nazwisku można spotkać w dokumentach z 1388 roku.
W 1420 roku, szlachcic Gardota z rodu Rolów, pochodzący z Gadomca, otrzymał nadanie 10 włók w ziemi wiskiej. Założoną tam miejscowość nazwano Gardoty od przydomka właściciela. W ramach popularyzowania nazwisk z końcówkami -cki, -ski, -dzki, przekształcono nazwisko na Gardocki. Jeszcze w XVII wieku można spotkać nieprzekształconą formę Gardota. Jednym z pierwszych potomków Gardoty był Marcin z Gardot, właściciel wsi Gardoty. Zajmował się on bartnictwem. Gardoccy herbu Rola już w XV wieku byli bardzo rozrodzeni. Jeszcze w XVII wieku, sami zasiedlali swoją wieś. Zajmowali się bartnictwem i rzemiosłem. Z niewyjaśnionych przyczyn, herbem rodziny Gardockich został herb Jacyna. Obecnie w samych Gardotach jest tylko 13 osób o tym nazwisku.

## Demografia
W roku 2010 w Polsce osób z nazwiskiem Gardocki było 589 mężczyzn i 538 kobiet. Podczas wielkich emigracji w czasie II wojny światowej lub po wojnie za granicą również osiedliły się osoby z tym nazwiskiem.

### Liczba osób onazwiskuGardocki
| Mężczyźni                   | Kobiety                     |
| --------------------------- | --------------------------- |
| Wejherowo - 1 osoba         | Wejherowo - 2 osoby         |
| Grajewo – 89 osób           | Grajewo – 90 osób           |
| Kolno – 76 osób             | Kolno – 68 osób             |
| Łomża – 55 osób             | Łomża – 64 osoby            |
| m. Łomża – 42 osoby         | m. Łomża – 37 osób          |
| Ełk – 27 osób               | Warszawa – 30 osób          |
| Warszawa – 26 osób          | Pisz – 25 osób              |
| Gdańsk – 25 osób            | Gdańsk – 18 osób            |
| Pisz – 23 osoby             | Nakło nad Notecią – 17 osób |
| Nakło nad Notecią – 18 osób | m. Białystok – 14 osób      |
| Zambrów – 16 osób           | Kętrzyn – 11 osób           |